# Grado topologico
In matematica, e più precisamente in topologia, il grado topologico è una quantità introdotta da Luitzen Brouwer attorno al 1910 che misura il "numero di avvolgimento" di una funzione continua fra spazi topologici "della stessa dimensione". Questa quantità fornisce un'informazione sul comportamento qualitativo globale della funzione, ed è un invariante omotopico, cioè non cambia se la funzione viene deformata in modo continuo (una tale deformazione è chiamata omotopia).
L'esempio fondamentale è quello di una funzione continua tra due circonferenze: il grado topologico è il "numero di avvolgimenti" che la funzione fa compiere alla circonferenza.
Il grado di una funzione {\displaystyle f} viene solitamente indicato con deg {\displaystyle f}.

## Definizione intuitiva

La proiezione f avvolge quattro volte la circonferenza su sé stessa: il suo grado è 4.

Sia {\displaystyle f:S^{1}\rightarrow S^{1}} una funzione continua, dove {\displaystyle S^{1}} è la circonferenza del piano. Si può interpretare la {\displaystyle f} come un arco chiuso in {\displaystyle S^{1}}: un arco chiuso in topologia è spesso chiamato laccio. Tale laccio potrà avvolgersi in {\displaystyle S^{1}} in modi diversi, ad esempio girando due volte in senso antiorario oppure sette volte in senso orario: nel primo caso si dirà che {\displaystyle f} ha grado 2 e nel secondo che ha grado -7. Un esempio di laccio di grado 0 è quello che non si avvolge su {\displaystyle S^{1}} ma rimane fisso su un punto. 
Il grado è inoltre un invariante omotopico, cioè non cambia se il laccio viene deformato. Ad esempio, il laccio che percorre la circonferenza cinque volte in senso antiorario e due volte in senso orario può essere deformato in un laccio che gira tre volte in senso antiorario, e quindi ha grado 3. Un laccio che percorre mezzo giro e torna indietro al punto iniziale si deforma nel laccio fisso in un punto, e quindi ha grado 0.
Il fatto rilevante è che in questo modo abbiamo associato ad ogni numero intero una classe di lacci "simili" e solo quelli.
Il discorso può essere generalizzato per funzioni continue {\displaystyle f:S^{2}\rightarrow S^{2}} dalla sfera nella sfera, in tre dimensioni, e più in generale per funzioni {\displaystyle S^{n}\rightarrow S^{n}}, anche se in questi casi l'interpretazione di una sfera che si "avvolge" è geometricamente meno intuitiva.

## Definizione
Nella definizione odierna, se {\displaystyle f:S^{n}\rightarrow S^{n}} è una funzione continua della sfera in sé, l'omomorfismo indotto 
{\displaystyle f_{*}:H_{n}(S^{n})\rightarrow H_{n}(S^{n})}
negli n-esimi gruppi di omologia è una funzione Z → Z, dove Z indica i numeri interi, e si definisce grado di {\displaystyle f} il numero
{\displaystyle \deg(f)=f_{*}(1)}.
Nel caso della circonferenza, si può definire il grado topologico di {\displaystyle f:S^{1}\to S^{1}} usando il rivestimento universale
{\displaystyle p:\mathbb {R} \to S^{1},\ p(x)=e^{2\pi xi}.}
In questo caso si definisce il grado considerando {\displaystyle f} come un laccio
{\displaystyle f:[0,1]\to S^{1}} 
e prendendo il sollevamento
{\displaystyle {\tilde {f}}:[0,1]\to \mathbb {R} ,{\tilde {f}}(0)=0}
di {\displaystyle f} che parte da zero. Questo sollevamento non è più un laccio, cioè punto finale ed iniziale possono non coincidere: il grado di {\displaystyle f} è valore del punto finale {\displaystyle {\tilde {f}}(1)}.

## Principali proprietà
- se {\displaystyle f} e {\displaystyle g} sono omotope allora {\displaystyle f_{*}=g_{*}} e {\displaystyle deg(f)=deg(g)}.
- il grado della funzione identità è 1.
- il grado di una funzione costante è 0.
- il grado di {\displaystyle f\circ g} è il prodotto del grado di {\displaystyle f} per il grado di {\displaystyle g}.
- se {\displaystyle f} è una riflessione di {\displaystyle S^{n}}, cioè una mappa che fissa i punti di un {\displaystyle S^{n-1}} e "ribalta" gli altri, {\displaystyle deg(f)=-1}.
- la mappa antipodale {\displaystyle f(x)=-x} è la composizione di n+1 riflessioni ed ha grado {\displaystyle (-1)^{n+1}}.

## Esempio
Un esempio di mappa di grado n è dato dal rivestimento a n-fogli della circonferenza {\displaystyle S^{1}}, vista come sottoinsieme del campo C dei numeri complessi.
{\displaystyle p:S^{1}\rightarrow S^{1},\ p(z)=z^{n}.}
già descritto in precedenza come "avvolgimento n volte".

## Generalizzazioni
In topologia differenziale, il grado ha un'interpretazione che ne permette il calcolo esplicito. Sia {\displaystyle f:M\to N} una funzione differenziabile tra due varietà differenziabili della stessa dimensione, la prima compatta e senza bordo, la seconda connessa. 
Sia {\displaystyle y} un punto di {\displaystyle N}. Se {\displaystyle y} è un valore regolare per {\displaystyle f}, la sua controimmagine ha cardinalità {\displaystyle c} finita, e la sua classe di resto modulo 2 è un valore in {0, 1} che non dipende dal valore regolare {\displaystyle y}, né dalla classe di omotopia differenziabile di {\displaystyle f}, ed è chiamata grado modulo 2 di {\displaystyle f}.
Per poter definire un grado intero è necessario che M ed N siano orientate e senza bordo: in questo caso, per ogni {\displaystyle x} in {\displaystyle M} che sia un punto regolare di {\displaystyle f} possiamo definire il segno del differenziale {\displaystyle Df_{x}} di f in x come +1 se questo mantiene l'orientazione o -1 se la inverte (il segno del differenziale è uguale a quello del determinante dello jacobiano nel punto). Si definisce quindi per ogni valore regolare {\displaystyle y} in {\displaystyle N} il grado di Brouwer
{\displaystyle \deg(f,y)=\sum _{x\in f^{-1}(y)}{\mbox{sign}}(Df_{x})}
che risulta anch'esso invariante per valori regolari e classi di omotopia differenziabile.
Ogni mappa continua è approssimabile da una differenziabile, e quindi questa definizione può essere estesa facilmente alle funzioni continue da M in N. Se {\displaystyle M=N=S^{n}}, grado topologico e grado di Brouwer coincidono.

## Applicazioni
Come applicazione del grado topologico si può dimostrare il teorema della sfera "pettinabile": {\displaystyle S^{n}} ammette un campo non nullo di vettori tangenti se e solo se n è dispari. Inoltre è diffusamente usato in topologia differenziale per la dimostrazione di molti teoremi, tra cui il Teorema del punto fisso di Brouwer, il Teorema di Borsuk-Ulam, il Teorema della curva di Jordan, e anche nella teoria delle equazioni differenziali.
Un risultato fondamentale dovuto ad Heinz Hopf asserisce che due mappe fra sfere {\displaystyle S^{n}} che hanno lo stesso grado sono omotope: il grado è quindi un invariante omotopico completo, nel senso che descrive completamente le mappe tra sfere della stessa dimensione, viste a meno di omotopia. In particolare si dimostra che l'applicazione 
{\displaystyle [f]\mapsto \deg(f)}
definisce un isomorfismo tra l'n-esimo gruppo di omotopia {\displaystyle \pi _{n}(S^{n})} e Z.